# District de Chambéry
Le district de Chambéry est une ancienne division territoriale française du département du Mont-Blanc de 1790 à 1795.

## Organisation
Le district est composé de 22 cantons, rassemblant 184 communes,.
Il était composé des cantons de Chambéry, Aix, La Biolle, Le Bourget, Chamoux, Le Châtelard, Les Echelles, Gressy (Grésy), L'Hôpital, Lescheraine, Les Marches, Montmeillant (Montmélian), Novalaise, Pont-de-Beauvoisin, La Rochette, Ruffieux, Saint-Alban, Saint-Genix, Saint-Pierre, Saint-Thibaud-de-Couz, Sainte-Hélène-du-Lac et Yenne.